# Alam II
Mirza Abd-Al·lah Alí Gawhar (1729-1806), que va adoptar el nom de regne d'Abu'l-Muẓaffar Djalal al-Din Muhammad Xah Alam, conegut de manera més curta com Xa Alam II, fou emperador mogol (1759-1785 i 1788-1806). El seu nom original era Mirza Abd-Al·lah i el títol d'Alí Gawhar el va rebre el 1754 i el de Shah Alam el 1756.
Era fill d'Alamgir II i el seu hereu aparent. Amenaçat pel visir del pare Ghazi al-Din, va haver de marxar quasi com a fugitiu a les províncies orientals per reforçar la seva posició amb el domini de Bengala, Bihar i Orissa de les que tenia el títol de subahdar. La seva autoritat fou disputada al nord per diversos grups ètnics i a l'est pels britànics.
L'expedició al Bihar fou un fracàs (febrer) i el wazir va privar a Shah Alam del títol de subahdar de Bengala, Bihar i Orissa. En ser assassinat el seu pare Alamgir II el 24 de desembre de 1759 (pel wazir) es va proclamar emperador i va tractar de desallotjar els anglesos de Bihar i Bengala el 1760. En el segon intent fou derrotat pels britànics, però va entrar en relacions amistoses amb aquestos i fou escortat per ells fins a Patna on va investir al nawab Mir Kasim com a nou subahdar de Bengala, Bihar i Orissa i va acceptar pagar un tribut anual de 2,4 milions de rúpies. Va romandre sota cobertura del nawab d'Oudh des del 1761 al 1764. En el seu tercer intent va patir una seriosa derrota a Baksar o Buxar (octubre del 1764). Davant l'amenaça del wazir va haver de demanar asil als britànics a canvi de renunciar a Bengala i va romandre com a pensionat d'aquestos a Allahabad. En aquesta ciutat es va signar el tractat d'Allahabad (1765) que concedia als britànics (Companyia Britànica de les Índies Orientals) el diwani o dret de recol·lectar les taxes a Bengala a canvi d'un tribut. Allahabad i Kora li foren reconeguts com a possessió personal (després del 1771 foren entregades al nawab d'Oudh).
El maig de 1771 els marathes que havien ocupat Delhi el van convidar a tornar i el desembre es va presentar a Delhi (contra el consell dels britànics que li van confiscar Allahabad i Kora i li van retirar la pensió), on el van proclamar emperador (gener del 1772), reconeixent-se servidors de l'Imperi. Alam II tenia un petit exèrcit entrenat a l'estil europeu i dirigit pel gran general Mirza Nadjaf Khan i va introduir la mateixa reforma a l'exèrcit imperial. Aquest exèrcit va combatre els rohilla, i després als jats als que va arrabassar el control d'Agra i el seu fort, les taxes de la qual van permetre el pagament dels salaris de l'exèrcit. Els sikhs van atacar diverses vegades Delhi i la van ocupar el 1772, 1778 i 1783. Els sikhs també atacaven als rohilla, als rajput de Mewar i als jats i van fer la guerra contra els marathes i els rajputs. El 1777 Mirza Nadjaf Khan va derrotar decisivament a l'afganès Zabita Khan i va rebutjar als seus aliats sikhs. L'emperador va ordenar represalies per un atac sikh a Delhi a l'any següent i el wazir Abdul Ahid Khan Madjad al-Dawla va avançar amb el príncep hereu i 20000 homes contra els sikhs però el wazir fou subornat i va fer de manera de reduir la força a uns sis mil homes, i així l'exèrcit mogul fou derrotat a Muzzaffargarh. L'afer fou detectat i el wazir arrestat i se li va recuperar una gran quantitat de diners; al cap d'un temps però fou reposat al seu càrrec pel mateix emperador. El següent enemic fou l'afganès rohilla Ghulam Kadir que va ocupar Delhi i va cegar l'emperador el 1788 buscant el tresor mogol (aprofitant l'absència maratha de Delhi). El cap maratha Scindia i els seus aliats jats van retornar en auxili del seu sobirà i van capturar a Ghulam Kadir al que van matar, però l'Imperi havia deixat d'existir fora del Fort Roig. Alam II va rebre una pensió de Scindia (o Sindhia) de 300 rúpies i va rebre terres amb uns ingressos d'1,7 milions.
La ciutat fou ocupada uns anys després pel general Lake (juliol del 1803) per temor que la figura de l'emperador no fos aprofitada pels francesos. L'Imperi va quedar sota protecció britànica i Alam II va poder restar al fort de Delhi i va conservar els seus títols. Allí va morir el 1806.